# Galería Nacional de Arte de Leópolis
La Galería Nacional de Arte Borís Voznitski de Leópolis (en ucraniano: Львівська Національна Галерея Мистецтв імені Бориса Возницького) es una galería de arte con más de 50.000 artículos en Leópolis, Ucrania.

## Historia

### Primeros años
La decisión de establecer una galería de arte europeo en Leópolis fue tomada por los magistrados de la ciudad en 1897. En 1902 se organizaron las primeras exposiciones con obras de arte de pintores locales contemporáneos: Malczewski, Matejko, Jan Styka, Feliks Michał Wygrzywalski y Eduardo Okuń.
A finales de 1906, la ciudad tomó la decisión de comprar la colección de arte del magnate del azúcar Jan Jakowicz de Sítkivtsi (óblast de Vínnitsia). La colección de Jakowicz, unos 2.000 objetos de arte, incluía unas 400 pinturas de Europa occidental de Rembrandt, Rubens, van Dyck y Velázquez (entre otros artistas de España, Italia y Francia), y transformó el alcance de la colección de la ciudad de una galería local a una de importancia nacional, si no internacional. Se trataba de una compra importante, con cuestiones políticas y de financiación complejas, incluida la complicación de que el ayuntamiento estaba comprando, en ese momento, a través de una frontera internacional: Sítkivtsi era parte del Imperio ruso y Leópolis parte del Imperio austrohúngaro. La colección fue trasladada "contrabandeada" a través del río Zbruch, e instalada en las salas del Museo de Arte e Industria de Leópolis.
La primera exposición pública de la colección Jakowicz en Leópolis, inaugurada el 14 de febrero de 1907, se considera el comienzo del museo. En 1914, la compra del palacio en el número 3 de la calle Ossolinskij (ahora calle Stefanyka), antigua propiedad del profesor, historiador y coleccionista de la Universidad de Leópolis Władysław Łoziński, llevó a la galería a una dirección permanente.

### Primera Guerra Mundial y periodo de entreguerras
El museo recién creado consolidó donaciones anteriores y, durante la Primera Guerra Mundial, fue considerado un refugio seguro contra los saqueos que se producían en la región. Cuando las tropas rusas se alojaron en su finca en Kalnykiv, Bolesław Orzechowicz (un notable coleccionista) pidió al Ayuntamiento que interviniera y salvara su colección. La colección fue trasladada en 15 carros de caballos a Leópolis y, después de la guerra, en 1919, lo legó formalmente. La donación de Orzechowicz incluyó pinturas de Matejko, Juliusz Kossak y Grottger. En ese momento, la colección tenía suficiente diversidad como para dividirse en tres departamentos: arte polaco, arte de Europa occidental y Panorama de Racławice.
En las décadas de 1920 y 1930, con la continua inestabilidad política de la región, las adhesiones de esta manera continuaron. El año de 1938 marcó otro año clave de expansión. Temerosos de la amenaza de guerra, los aristócratas polacos locales comenzaron nuevamente a depositar sus colecciones en la galería. León Piniński y el barón Konstanty Brunicki hicieron importantes donaciones de sus propiedades durante este tiempo.

### Segunda Guerra Mundial
Leópolis fue invadida por los ejércitos enemigos durante la Segunda Guerra Mundial. Los alemanes confiscaron 150 cuadros que nunca fueron devueltos. En 1940, los soviéticos ocuparon Leópolis y se apoderaron de la galería, junto con otras instituciones culturales importantes de la ciudad. En una reorganización importante y brutal, las autoridades soviéticas decidieron consolidar o simplemente cerrar varias de estas instituciones, incluido el Ossolineum, la biblioteca Baworowski, el Museo Histórico de Leópolis, las colecciones del Museo Lubomirski y las colecciones privadas de la Hermandad Stauropean y las familias Dzieduszycki, Gołuchowski y Sapieha. La galería recibió partes de varias de estas colecciones y quedó bajo la administración de la Academia de las Artes de Ucrania.
Iván Ivanéts fue el director de la galería en tiempos de guerra, 1941-1944. En el entorno de la guerra, Ivanéts pudo lograr poco. A pesar de ser un veterano de guerra condecorado, entró en conflicto con la administración soviética y en julio de 1944, Ivanéts abandonó Leópolis y se trasladó a Viena. Mientras viajaba a Cracovia en 1945, fue arrestado por la SMERSH y transportado a Solikamsk (óblast de Perm, Rusia), donde murió el 10 de marzo de 1946. En 1952, 17 pinturas al óleo de Iván Ivanéts de la colección de la galería fueron destruidas.

### Bajo la dirección de Borís Voznitski (1962–2012)

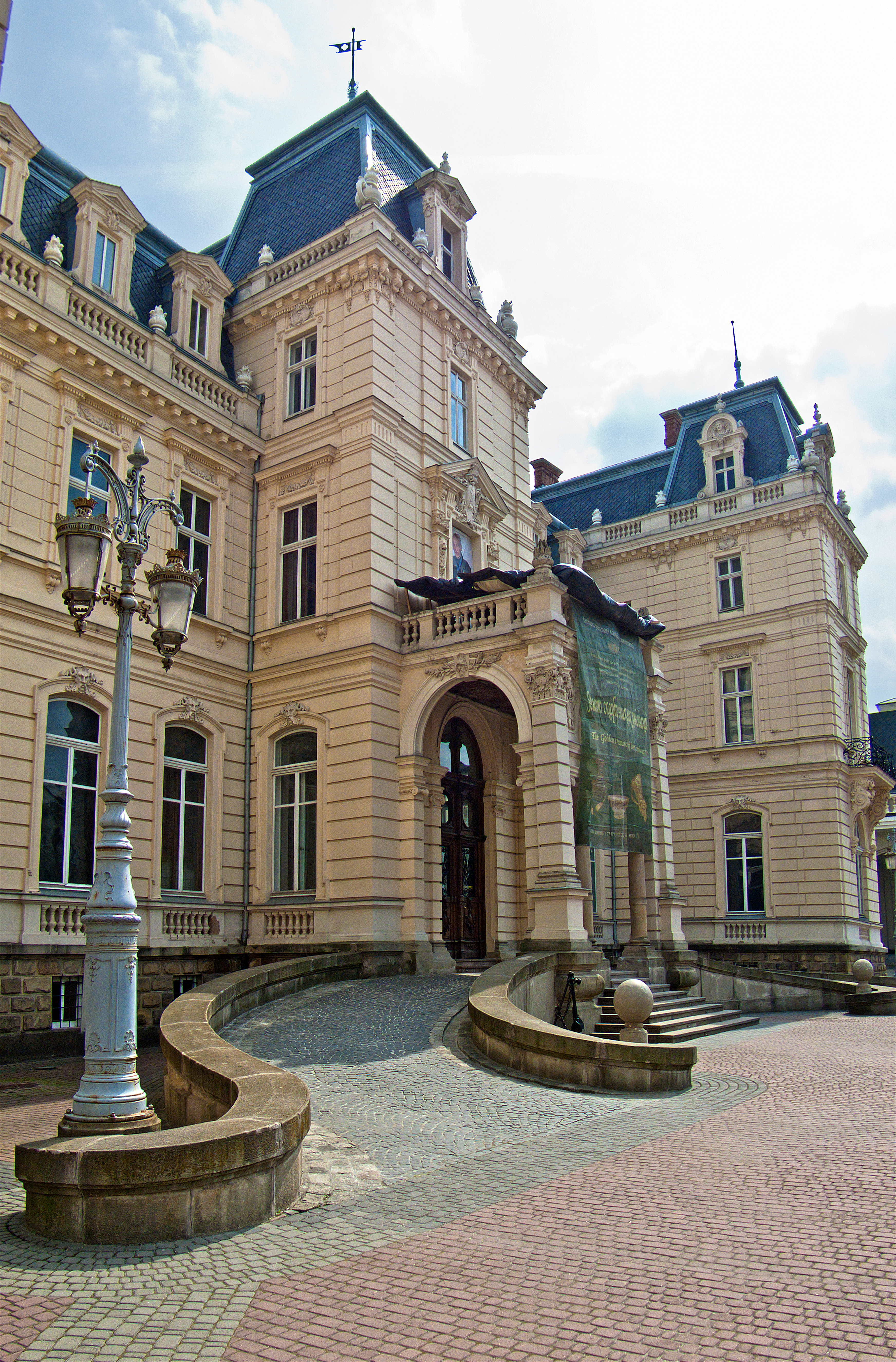
Palacio Potocki

A Borís Vorznitski se le ha llamado el "ángel de la guarda" de los museos y castillos ucranianos, monumentos culturales del pueblo ucraniano. Cuando asumió la dirección del Museo de Arte de Leópolis en 1962, el museo contaba con aproximadamente 10.000 artefactos, pero su espacio de exposición se había reducido a una sola sala. Voznitski, que había recibido la medalla soviética por su valentía por su servicio al ejército durante la Segunda Guerra Mundial, no rehuyó la tarea de revivir la misión del museo tal como él la veía. Durante las siguientes cuatro décadas, involucraría a historiadores del arte, entusiastas y el público en general para que lo ayudaran a él y al museo en la preservación de unos doce mil artefactos dignos de museo, que de otro modo habrían sido destruidos como parte de la campaña soviética contra religión.
En 2005, la colección Lubomirski de arte europeo de los siglos XIV al XVIII fue trasladada a su nuevo local: el renovado Palacio de Potocki, exgobernador austriaco del reino de Galitzia. El 23 de octubre de 2009, la Galería de Arte de Leópolis recibió el estatus nacional en la Ucrania independiente. Tras su prematura muerte en un accidente automovilístico en 2012, la Galería Nacional de Artes de Leópolis añadió el nombre de Voznitski el 12 de abril de 2013, en un gesto de profundo respeto.

### Invasión rusa de Ucrania
El 10 de marzo de 2022, "Las paredes del Museo Nacional de Lviv están desnudas". En respuesta a la invasión rusa de Ucrania, el personal y los voluntarios han empacado y asegurado frágiles obras de arte y valiosos materiales históricos mientras la invasión rusa del territorio soberano de Ucrania continúa hacia el este. Hay planes en marcha para evacuar los bienes culturales de Ucrania en las ciudades sitiadas del este.
"Hoy vemos cómo Rusia bombardea zonas residenciales (e) incluso personas que están evacuando", afirma el director del Museo Nacional de Leópolis, Íhor Kozhan. "Nos garantizaron que no lo harían, pero ahora no podemos confiar en ellos. Y tenemos que cuidar nuestro patrimonio porque es nuestro tesoro nacional". ... "Estamos dispuestos a ayudar en todo lo que podamos a todos los museos del país que ahora están en peligro", afirmó Kozhan, advirtiendo que incluso los numerosos sitios patrimoniales protegidos de Leópolis podrían ser el objetivo de la invasión.
En mayo de 2022, se hicieron planes para reabrir galerías en el palacio Lozinski, que exhiben exhibiciones temporales de arte ucraniano. "Putin ahora tiene el objetivo de convertir a los ucranianos en nadie, en nada", se cita al director Tarás Voznyak, "para demostrar que estamos vivos, hemos abierto varias sucursales".

## Colección
Las colecciones de la Galería están distribuidas en numerosos sitios en Leópolis y sus alrededores, y la mayor parte de las colecciones se encuentran en dos palacios del siglo XIX cerca del centro de la ciudad. En el palacio de Władysław Łoziński (construido en 1872-1874, arquitecto F. Pokutynsky) se encontraba la institución original de 1907. Hoy en día, el Palacio Łoziński alberga algunas de las obras de arte más recientes, mientras que el recientemente renovado palacio Potocki (terminado en 1890, diseñado por el arquitecto francés Louis Dovern) alberga las obras más antiguas.

### Palacio Łoziński: arte europeo de los siglosXIXyXX

#### Colección de artistas polacos

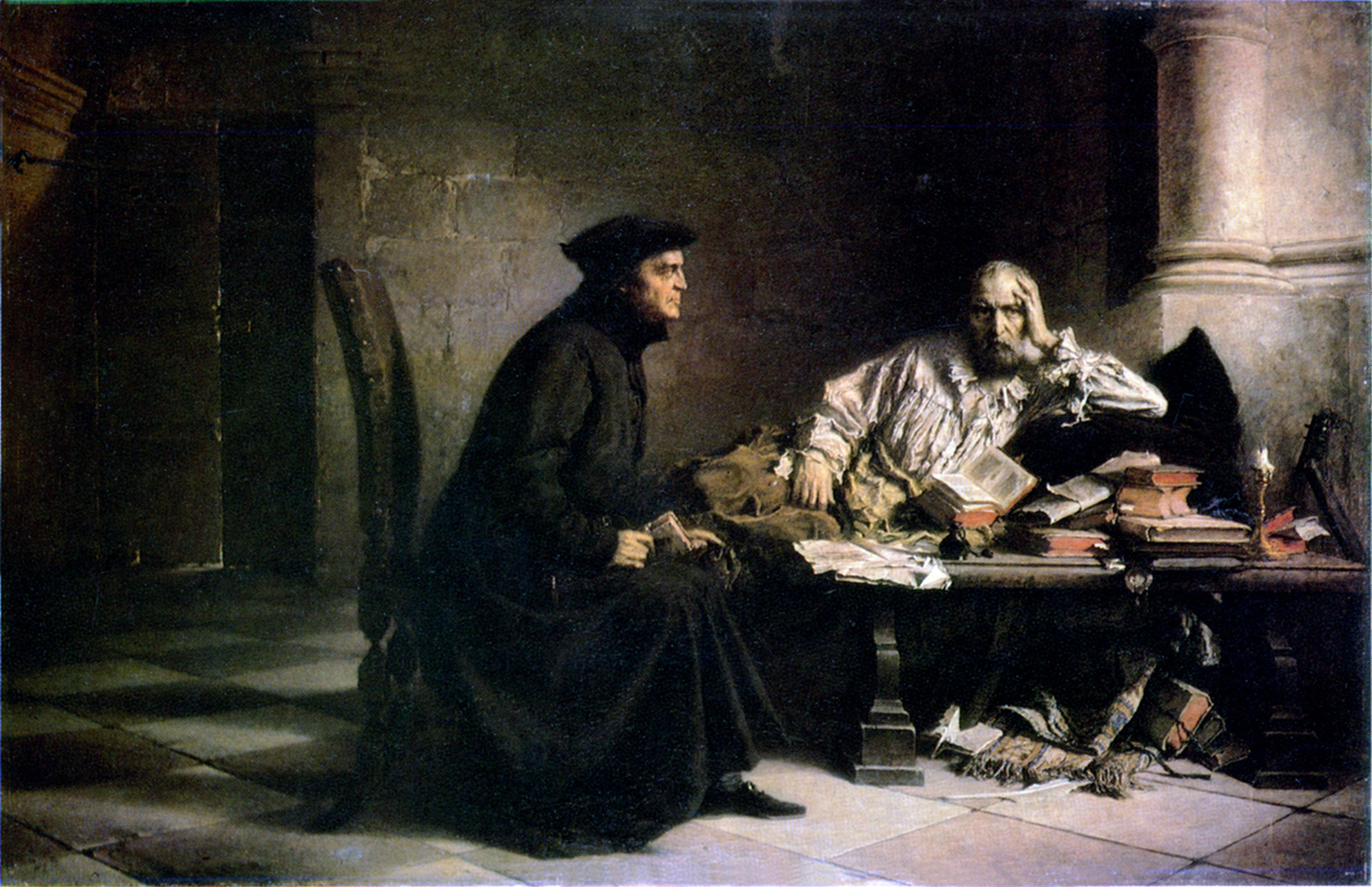
Muerte de Acerna, de Wilhelm Leopolski (1865-7)

El principio cronológico y estilístico del arte expuesto en las primeras galerías de exposición pretende resaltar la complejidad y diversidad de la vida artística e intelectual, en particular en Leópolis, a partir de principios del siglo XIX. Esta fue una época de intenso caos político en Europa del Este, mientras los imperios colonizadores competían por el control político. En medio de este caos, la representación de monumentos históricos, castillos o incluso artes aplicadas o individuos adquirió un tono altamente político.
En este contexto, el cuadro histórico de Wilhelm Leopolski La muerte de Acerna (1865-7) se presenta tal como estaba previsto: una celebración del heroísmo específicamente polaco, visto a través de la lente de un poeta polaco, en una escena extraída del poema del mismo nombre de Władysław Syrokomla (1823-1862). Acerna, el poeta patriota polaco del siglo XVI, aparece en su lecho de muerte con actitud estoica.

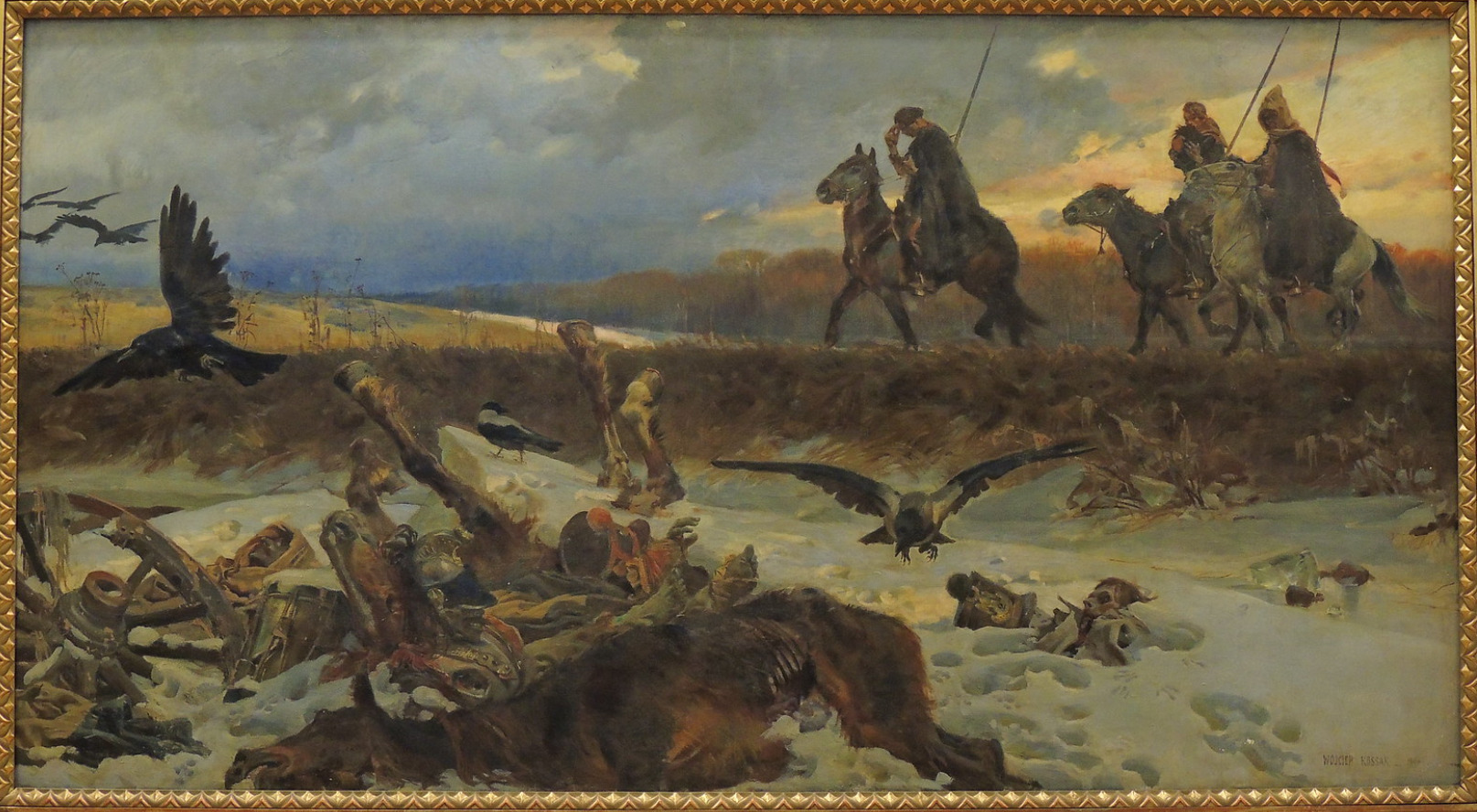
Primavera de 1813, de Wojciech Kossak (1904)

La locura de la guerra y la muerte de las tropas de Napoleón en las guerras napoleónicas se reflejan en el cuadro histórico Primavera de 1813 (1904) de Wojciech Kossak. La carnicería que representa la imagen, superficialmente una representación de la expulsión de una fuerza invasora, refleja más profundamente la tragedia local de que los polacos participaron en la guerra del lado de Napoleón, creyendo erróneamente que se convertiría en el libertador de Polonia y del país. restauraría su condición de Estado.
Artur Grottger está representado por sus pinturas de tipos ucranianos, Ukrainka y Bosquejo de una campesina con pañuelo en la cabeza (1831), con sus pinturas Nocturno (1864) y Unidos por la muerte, imbuidas menos de ideales heroicos. que con añoranza por los muertos.

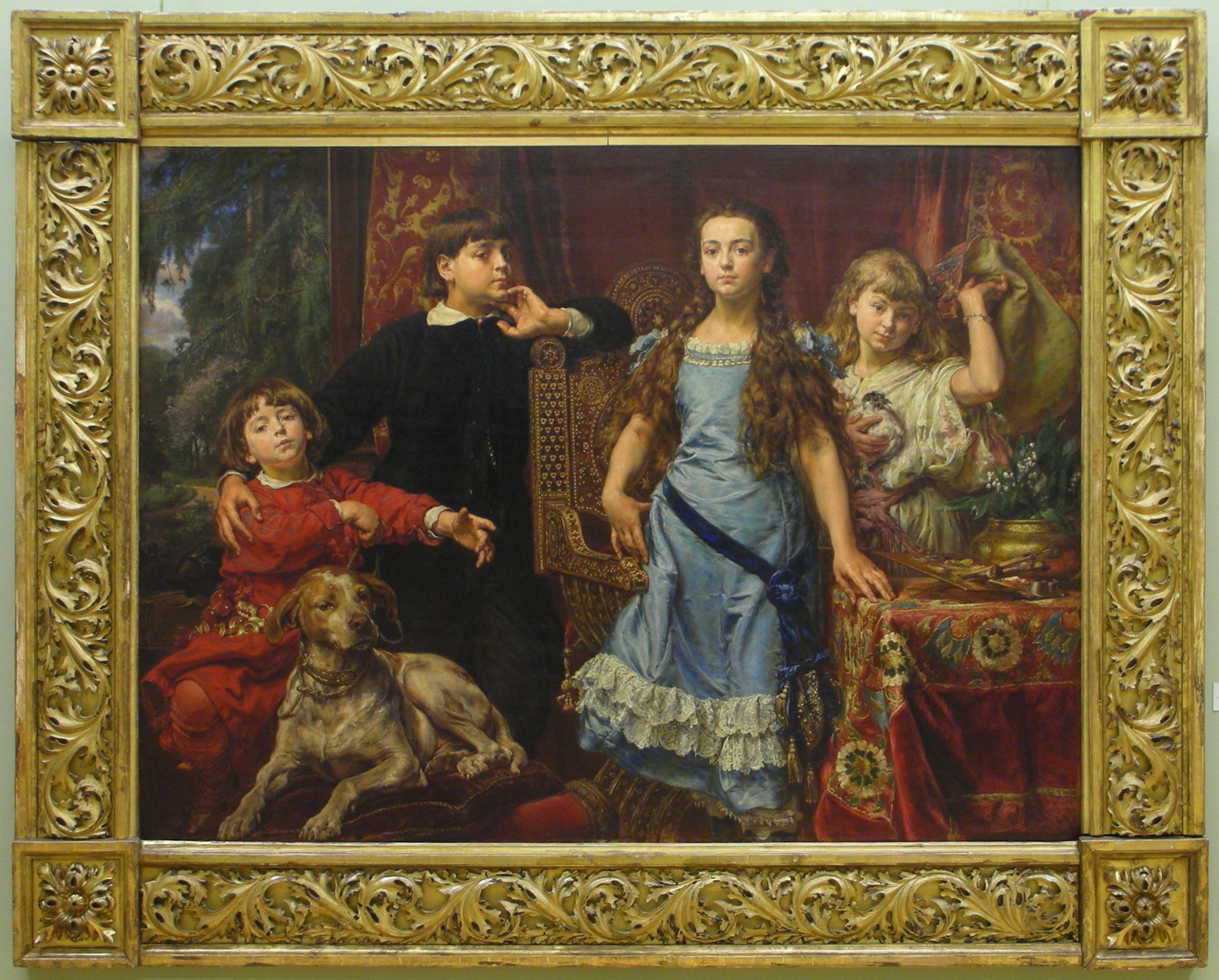
Retrato de los hijos del artista, Jan Matejko (1879)

Jan Matejko (1838-1893) fue uno de los artistas fundadores de la colección de la Galería de Leópolis. Su trabajo se incluyó en la exposición inaugural de la galería en 1902 y ejemplifica los principios fundacionales de la galería. La galería de arte de Leópolis posee la colección más grande de obras de Matejko fuera de Polonia. La obra demuestra la amplia gama de expresiones artísticas de Matejko, que incluyen tanto tratamientos importantes de temas históricos (Carl Gustav y Szymon Starowolski en la Tumba del Medallón) como importantes pinturas familiares íntimas (Retrato de los hijos del artista, 1879). El intenso interés de Matejko por el registro histórico de su nación y su deseo de promover el patriotismo polaco llevan su obra más allá de la ilustración de la historia para comentar su contenido moral.
También en estas galerías se encuentran las obras de François Gérard, Jacek Malczewski, Mijailo Boichuk, Peter Jolodni, Yaroslava Muzyka y otros.

#### Otras pinturas de importancia
Paul Merwart pasó de las cuestiones sociales a la Biblia. Su obra Inundación tiene un sabor de academicismo y arte de salón de la segunda mitad del siglo XIX, con sus figuras pulidas y su composición al estilo de Alma-Tadema. Entre los aspectos más destacados de la pintura polaca en Leópolis se encuentra la Calle Roma de noche de Aleksander Gierymski.

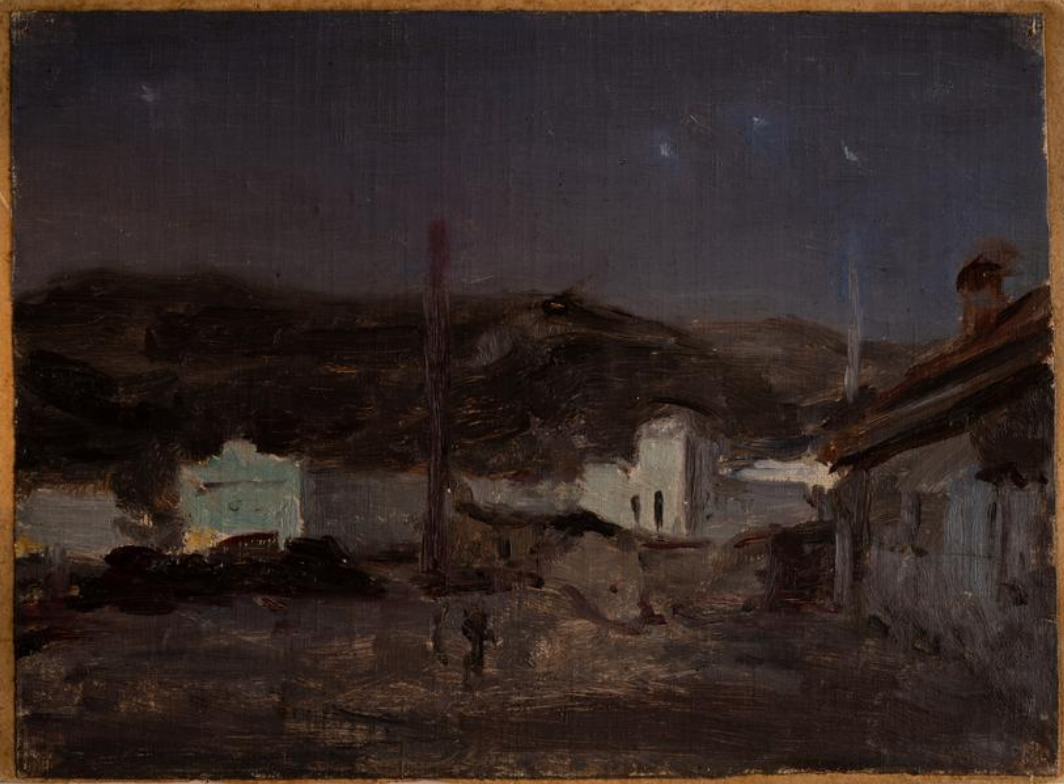
Yalta, Jan Ciągliński (1900)

El simbolismo en el arte polaco está representado por las obras de Jacek Malczewski: Autorretrato con una musa (1904), Pitia (1917), Cristo ante Pilato (1910) y Los filisteos de Eduardo Okuń. El arte impresionista está influenciado por las obras de la retratista Olga Boznańska: Retrato de S. Hirschenberg, Retrato femenino, Niños y la obra de Ferdynand Ruszyc Vamos al mundo, un alumno polaco de Arjip Kuindzhi.
Las obras de Władysław Jarocki, Kazimierz Sichulski y Włodzimierz Tetmajer representan el trabajo de la Sociedad de Artistas Polacos "Sztuka". En la galería también se presenta un amigo y seguidor de Paul Gauguin: Władysław Ślewiński (Mar, Naturaleza muerta, Bretaña. Pescador).
La búsqueda de lo nuevo continúa en el expresionismo polaco de Zygmunt Waliszewski (Naturaleza muerta con peras), Stanisław Osostowicz (Castañas callejeras) y Zygmunt Radnicki (Frutas). La colección de obras del siglo XX (El levantamiento de S. Umbrella; El trabajo de Feliks Michał Wygrzywalski) está temporalmente completa.
Una parte separada de la exposición muestra la formación del retrato de Leópolis. Están representados por obras de artistas de las familias Reyjanov, Mashkovsky y Martin Jablonski. A continuación se muestran algunos retratos de Artur Grottger (Retrato de una hija, 1881) realizados por Henryk Rodakowski, Kasper Żelechowski, Aleksander Kotsis y Józef Brandt. Las salas de arte de Leópolis de los años 1900-1930 presentan las obras de artistas que eran miembros de las asociaciones ANUM, ARTES y "Nueva Generación".

#### Obras fuera de la exhibición permanente
Las obras expuestas en las salas de exposición del palacio Łoziński representan sólo una fracción de la colección de la galería. Leópolis alberga los depósitos más importantes de obras de varios pintores polacos fuera de los museos de Cracovia y Varsovia, incluidas más de 137 obras de Jan Ciągliński, cuyas obras se consideran algunas de las primeras del género impresionista en Rusia, y cuya pincelada suelta y flexible es que recuerda a John Singer Sargent, con quien compartía el gusto por los lugareños y los paisajes exóticos.
- Galería Nacional de Arte de Leópolis: pinturas del siglo XIX

Galería Nacional de Arte de Leópolis: pinturas del
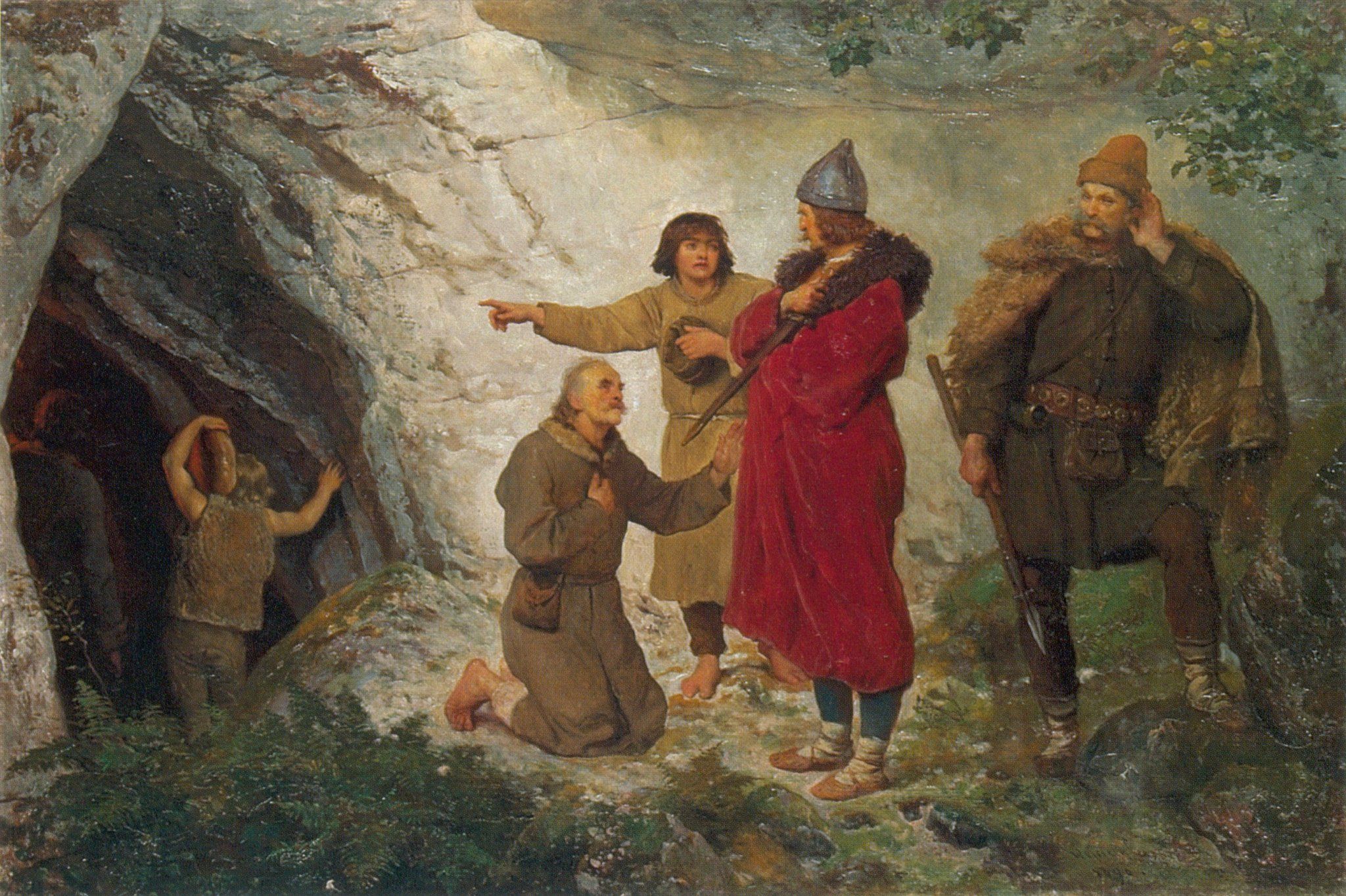
Władysław el Codo alto cerca de Ojców, Wojciech Gerson (1890)
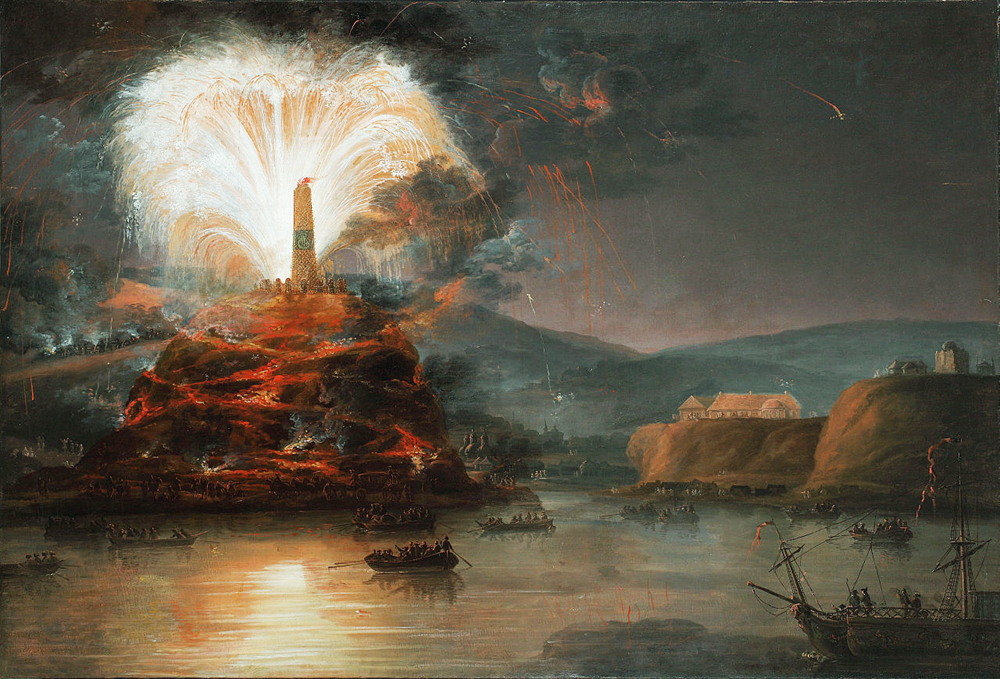
Fuegos artificiales en honor a Catalina II, Jan Bogumił Plersch
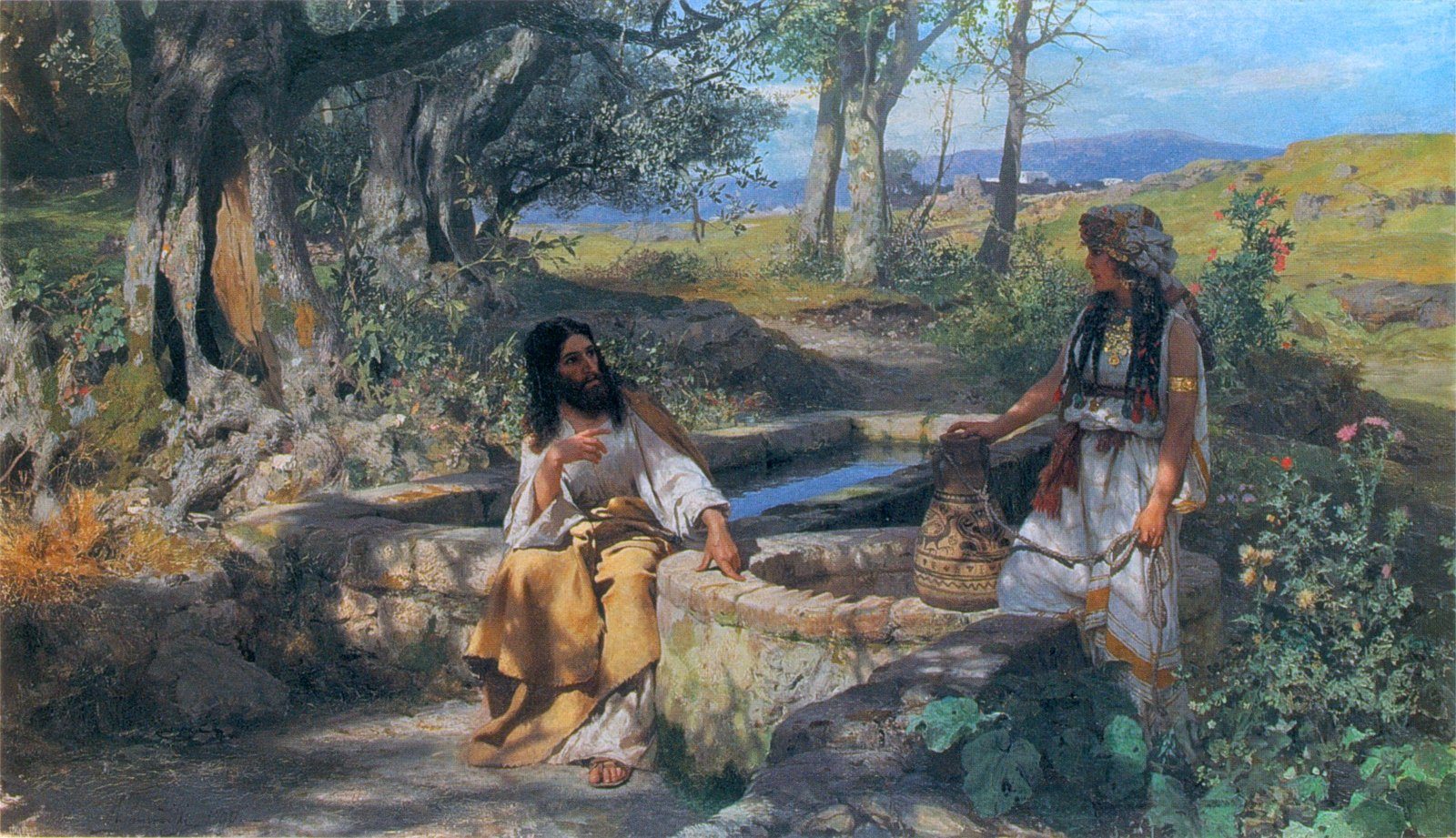
Cristo y una samaritana, Henryk Siemiradzki (1890)
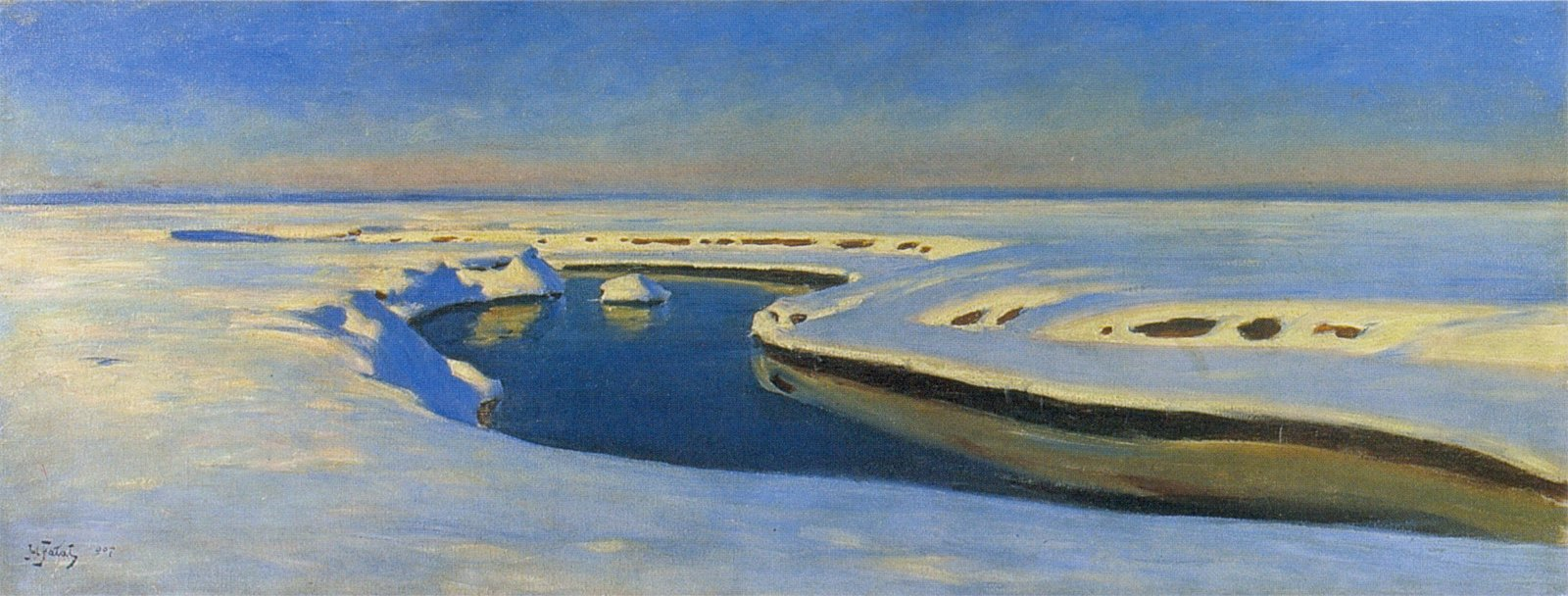
Nieve, Julian Fałat (1907)
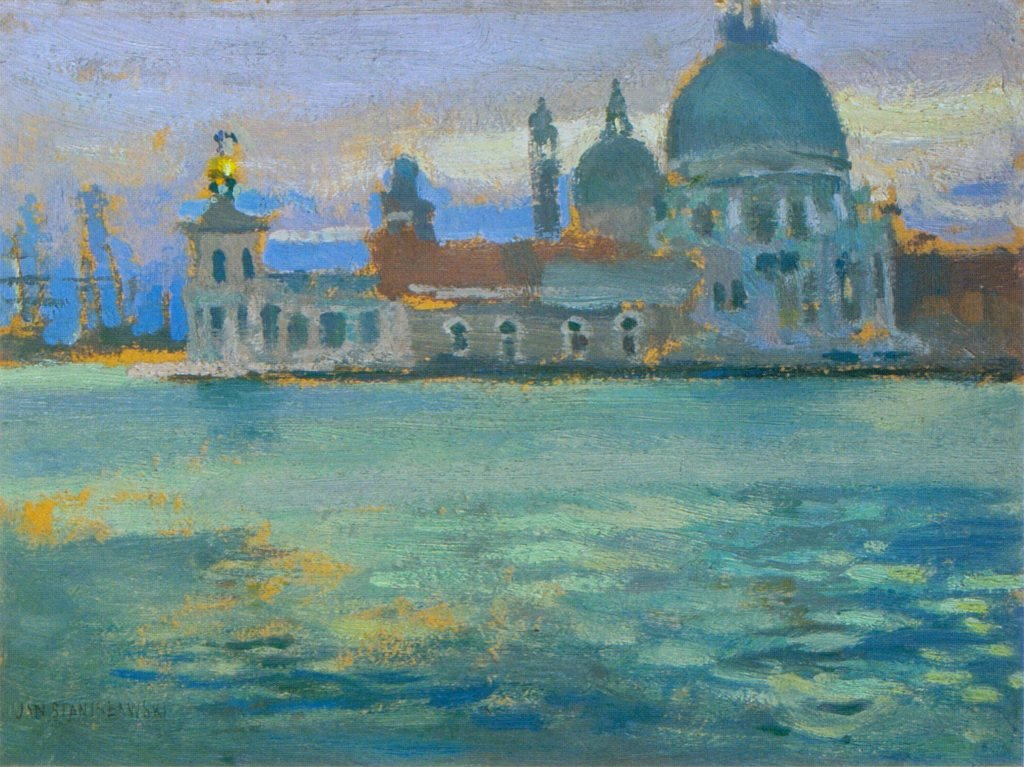
Santa Maria della Salute, Jan Stanisławski (1904)
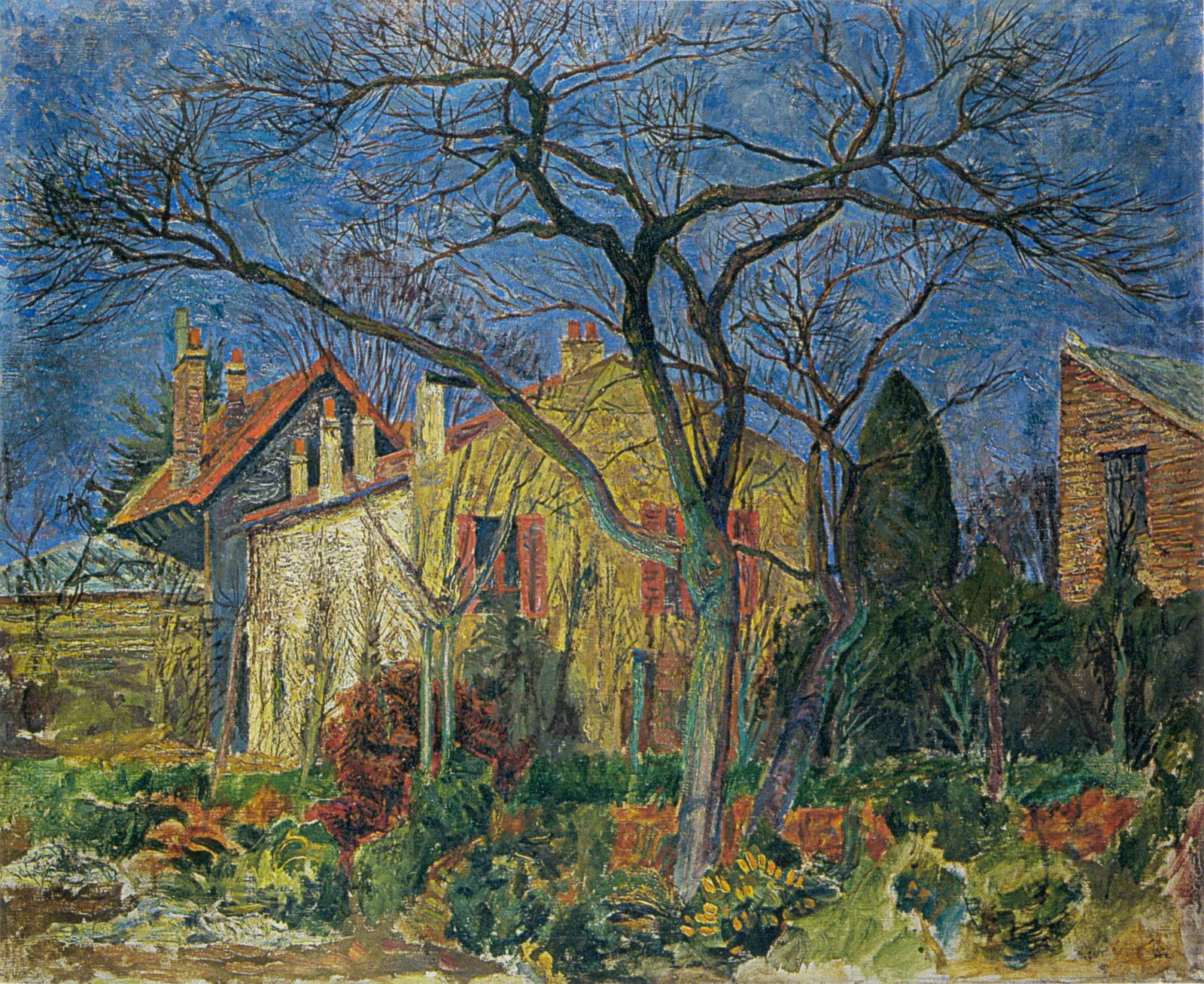
Paisaje de Meaux,Zygmunt Waliszewski (1929)
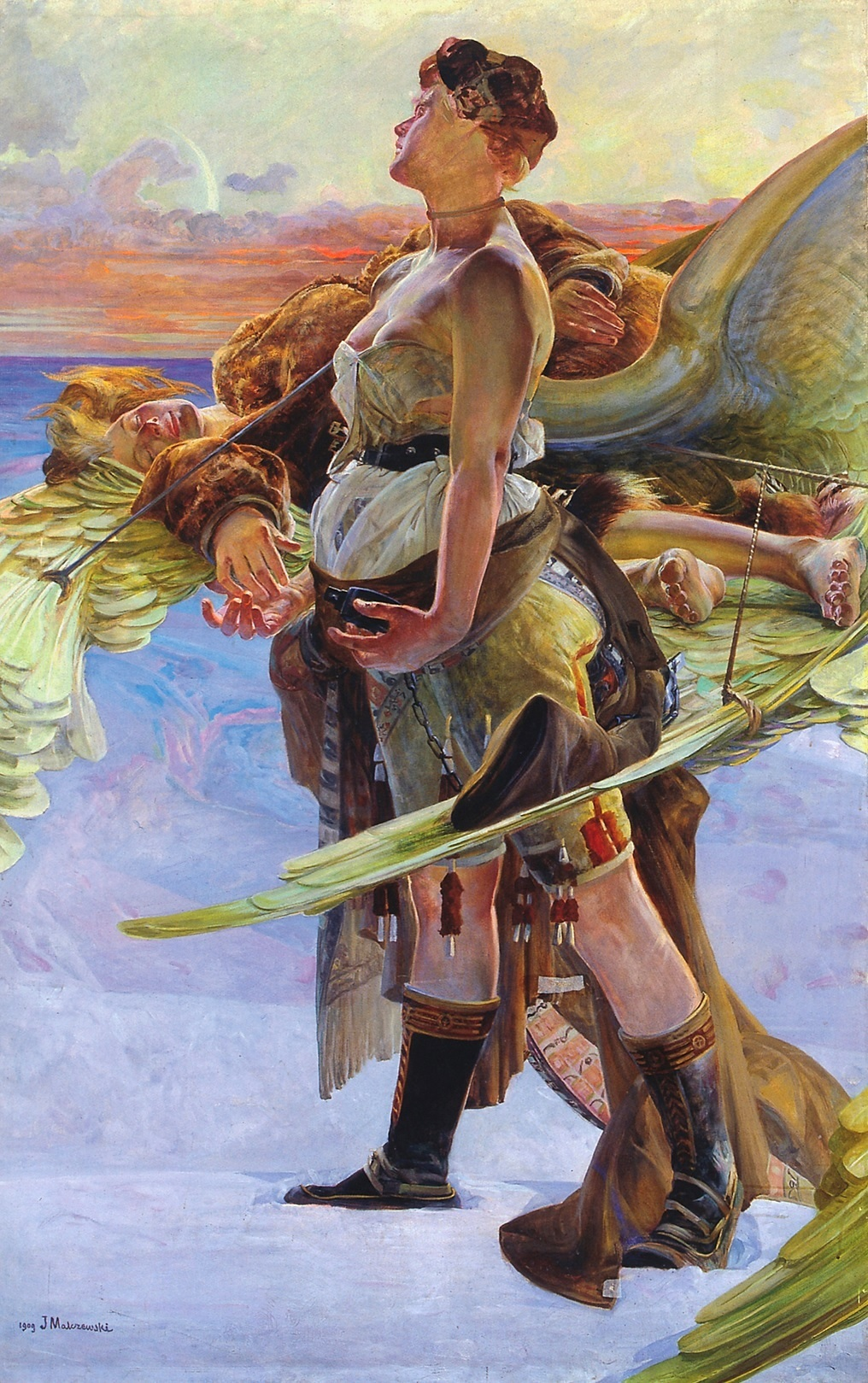
Eloe, Jacek Malczewski (1909)
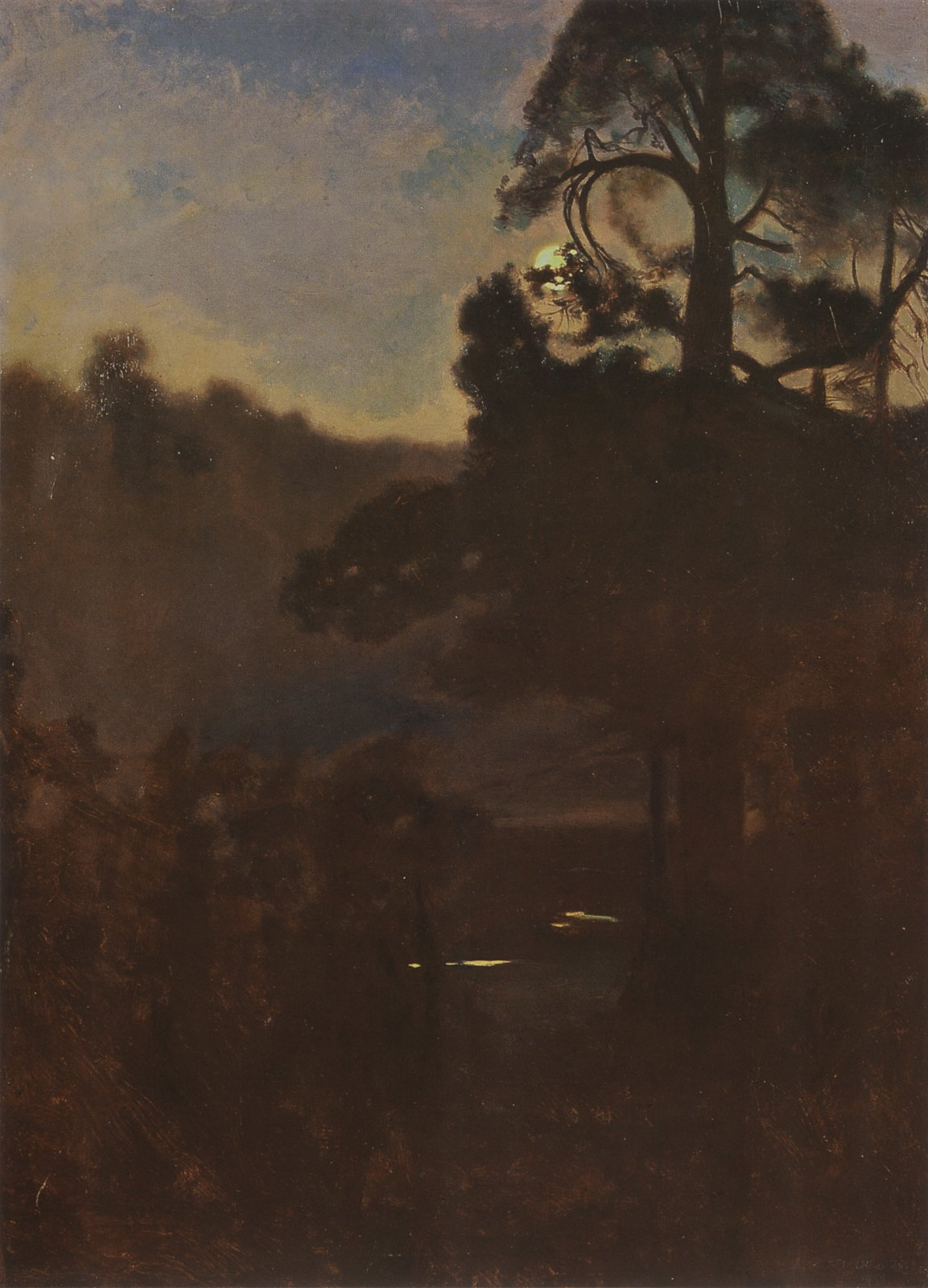
Noche de luna, Józef Chełmoński (1906)

### Palacio Potocki: arte europeo de los siglosXIVyXVIII
El palacio fue diseñado por el arquitecto parisino Louis Dauvergne y Juliusz Cybulski y se completó en 1890. En 2002, la ciudad transfirió el Palacio Potocki a la Galería Nacional de Arte de Leópolis para su restauración y uso futuro. El 14 de febrero de 2007, en el centenario de la galería, se inauguró el palacio como nueva sede del departamento de arte europeo de los siglos XIV al XVIII. Las salas del primer piso están dedicadas a una recreación histórica de los interiores originales del palacio, mientras que el segundo piso alberga una de las colecciones de arte europeo más ricas de Ucrania.

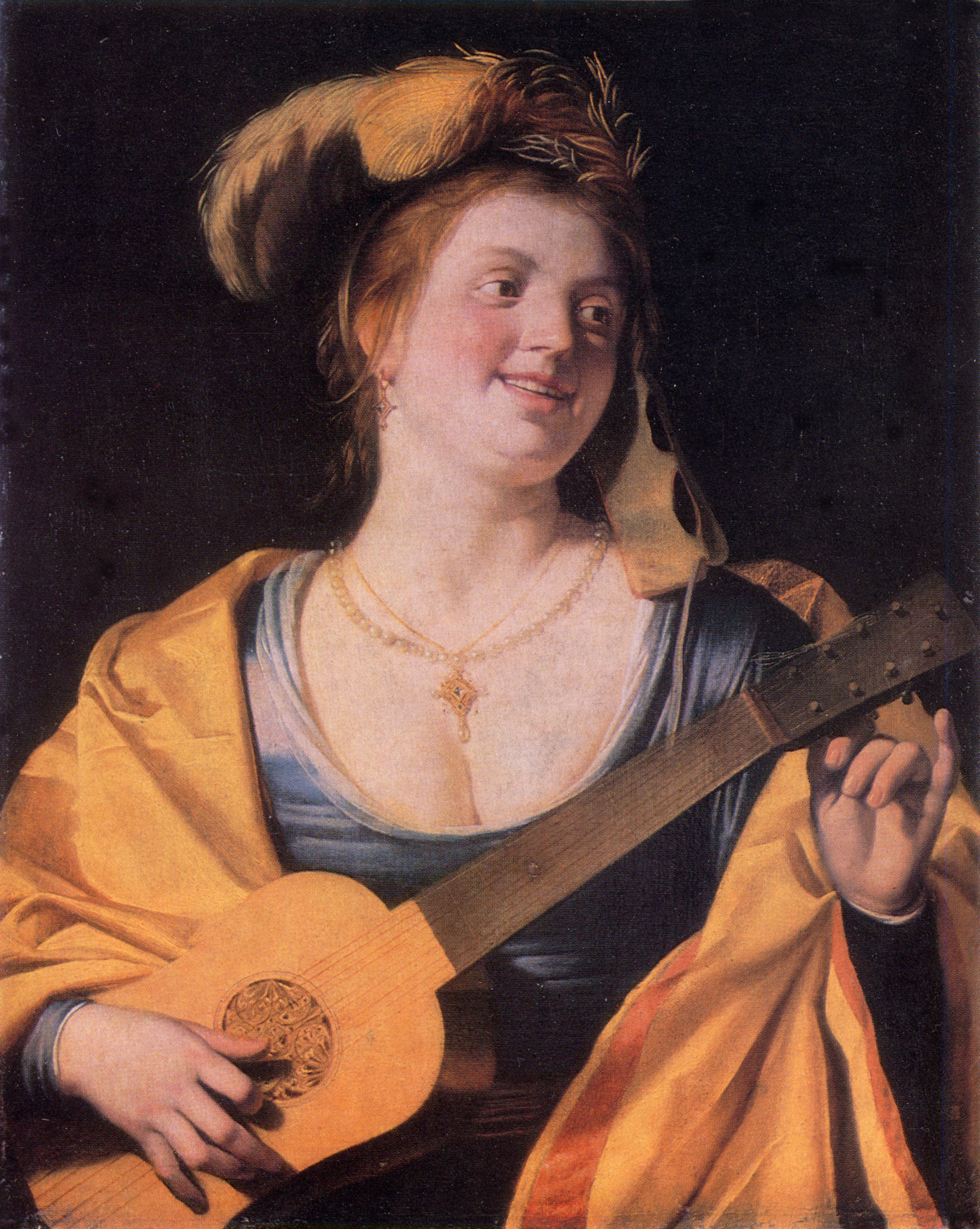
Mujer con una guitarra, Gerard van Honthorst (1631)

#### Colección de arte flamenco
Hay más de 150 pinturas de las escuelas flamenca y holandesa en las colecciones de la galería. Proveniente de Utrecht, la Adoración de los Reyes Magos de un autor anónimo, representa dignamente el arte temprano de los Países Bajos. El retrato masculino de la colección, realizado con el pincel de Pedro Pablo Rubens, es posiblemente el mejor de los retratos del museo.
Entre las joyas de la colección se encuentran dos naturalezas muertas de Jan van Kessel, alumno de Pedro Pablo Rubens, y una Naturaleza muerta con flores de Abraham Brueghel, nieto de Jan Brueghel. También se exponen pinturas de otros miembros de la escuela de Brueghel, como por ejemplo un cuadro de José van Bredael de principios del siglo XVIII. También está representado Pieter Neefs el Viejo, colaborador de Frans Francken I.
Hay dos retratos de Gerard van Honthorst, seguidor de Caravaggio, los espectaculares y muy populares cuadros Hombre con viola da gamba y Mujer con guitarra (1631).
La colección de la Galería de Arte de Leópolis también incluye San Jerónimo de Lucas Gassel (1539), Retrato de una mujer de Pieter Pietersz (1557), un grupo de pinturas de Jakob de Backer; Venecia, Bellona y María Magdalena y dos paisajes de Abraham Cowarts. También hay pinturas del Siglo de Oro holandés, por ejemplo, La tormenta de Pieter van der Croos y una naturaleza muerta de Jan Jansz van de Velde, Un vaso de vino y frutas (1639). La Galería de Arte también posee dos escenas de batalla del flamenco Pauwels Casteels, un artista poco común en los museos. El hermano menor del gran Frans Hals, Dirk Hals, presenta un lienzo Banquete con la diversión de una empresa privada.
Otros aspectos del arte de los Países Bajos del siglo XIV son las alfombras y tapices tejidos. En otra sucursal de la galería, el castillo de Olesko, se exponen dos tapices de Bruselas que representan escenas de la Odisea (la Odisea y el Gigante Polifemo).

#### Pintura italiana

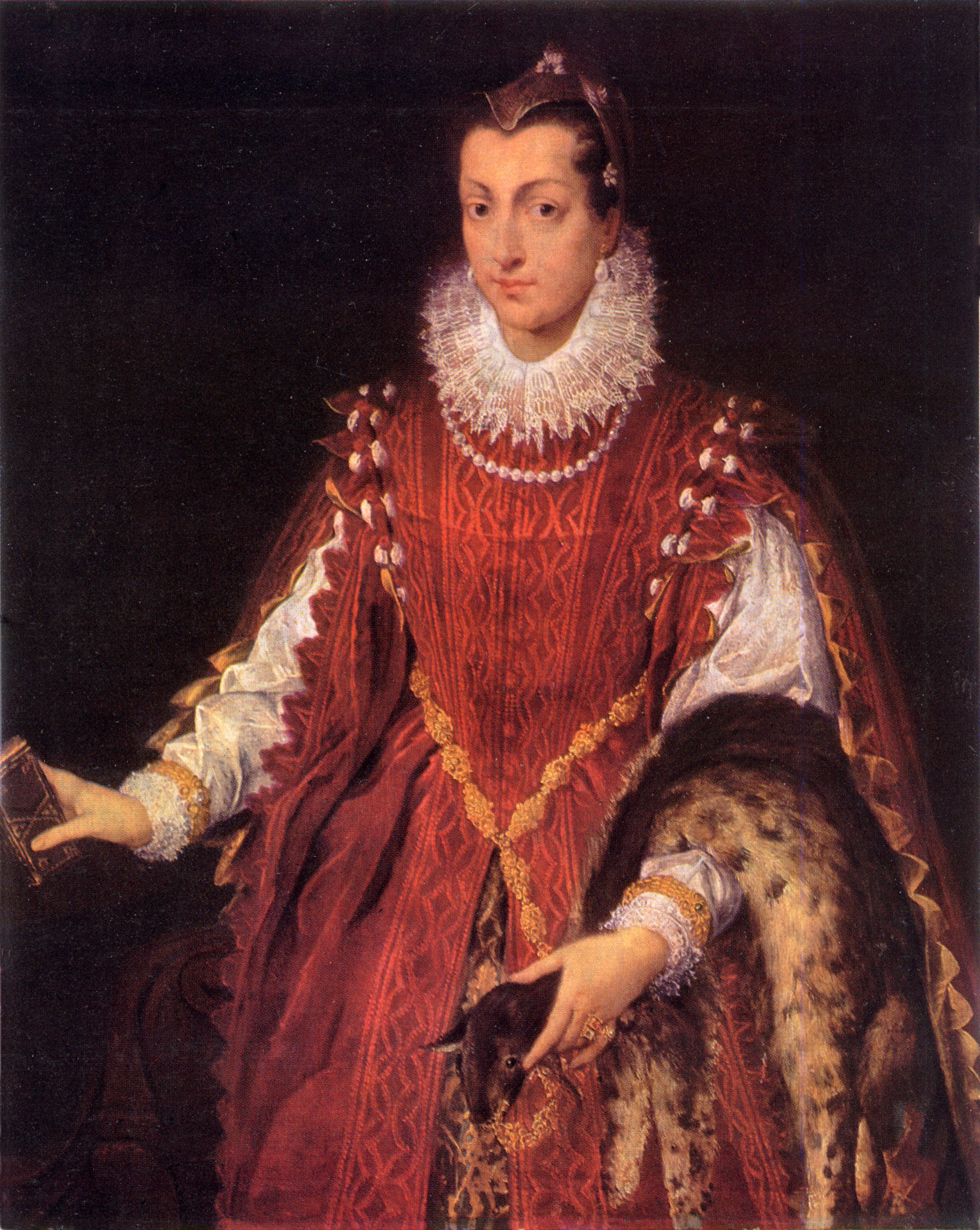
Retrato de una noble, Sofonisba Anguissola (c 1580)

Las primeras pinturas italianas de la colección son limitadas: está la pintura florentina anónima Madonna con los santos María Magdalena y Juan Bautista (siglo XIV), la obra anónima de Umbría, Madonna y el Niño con Catalina de Alejandría (siglo XV), y un retrato de luto de María Ricci, pintado en el extremo de un cofre. Destacan aquí el relieve Tres Cruces en el Calvario, asociado al estudio del escultor Donatello y ¡Este hombre!, obra del alumno de Leonardo da Vinci, Andrea Solari. La galería destaca por sus pinturas venecianas del siglo XVI, con retratos de Tiziano y una imagen del dux veneciano durante una visita a Odesa.
Marco Basaiti pintó el retrato de un astrónomo, más aristócrata que jugaba con la ciencia que intelectual. Uno de los raros ejemplos de desnudez es el lienzo Venus se ha quedado dormida de Palma el Viejo. La artista Sofonisba Anguissola está representada por un Retrato de una mujer noble. Sólo dos cuadros representan la Búsqueda de perlas de Jacopo Zucchi, uno de ellos localizado en Leópolis. Al círculo de Caravaggio pertenece el lienzo Las torturas de San Sebastián. Bernardo Strozzi pintó El apóstol Pedro cura al paralítico. Paisaje (paisaje) de Alessandro Magnasco amplía la gama de géneros italianos, donde hay paisajes. Paisaje de la ciudad de Dresde de Bernardo Bellotto es una veduta, un paisaje de la ciudad.
Entre las pinturas del género histórico cabe mencionar La batalla de los esgrimistas en Hungría de Martino Altomonte, un alemán de nacimiento pero de Italia, que trabajó en Zhovkva y Salzburgo. Como el lienzo era demasiado grande para la galería de Leópolis, se decidió exponerlo en el castillo de Zólochiv.

#### Pintura española
Entre las exhibiciones se encuentra el cuadro San Jerónimo de José de Ribera del siglo XVII. Y el siglo XIX está representado por las pinturas de Ignacio Zuloaga, El español en la calle, y la obra de un maestro del círculo de Francisco Goya, Saludando en el balcón.